# Конда сир Везер
Конда сир Везер (фр. Condat-sur-Vézère) насеље је и општина у југозападној Француској у региону Аквитанија, у департману Дордоња која припада префектури Сарла ла Канеда.
По подацима из 2011. године у општини је живело 893 становника, а густина насељености је износила 53,67 становника/km². Општина се простире на површини од 16,64 km². Налази се на средњој надморској висини од 89 метара (максималној 258 m, а минималној 70 m).

## Демографија
| 1962. | 1968. | 1975. | 1982. | 1990. | 1999. | 2011. |
| ----- | ----- | ----- | ----- | ----- | ----- | ----- |
| 712   | 771   | 855   | 909   | 907   | 825   | 893   |

График промене броја становника у току последњих година